# 承运库
承运库，明朝内廷十库之一，掌贮黄白生绢，隶属于户部。

## 官制
- 掌库，一员；
- 贴库，无定员；
- 佥书，无定员。